# Ján Čapkovič
Ján Čapkovič (Bratislava, 11 gennaio 1948) è un ex calciatore cecoslovacco, di ruolo attaccante. È il fratello gemello del calciatore difensore Jozef Čapkovič.

## Carriera

### Club
Ha giocato più di un decennio nello Slovan Bratislava, vincendo due Coppe nazionali e tre titoli cecoslovacchi. Fu capocannoniere del campionato slovacco nel 1972.

### Nazionale
Il 25 settembre 1968 esordisce contro la Danimarca (0-3). Il 21 aprile 1971 segna una doppietta contro il Galles (1-3), le sue prime reti in Nazionale.

## Palmarès

### Giocatore

#### Club

##### Competizioni nazionali
- Campionato cecoslovacco: 3

Slovan Bratislava: 1969-1970, 1973-1974, 1974-1975
- Coppa di Cecoslovacchia: 2

Slovan Bratislava: 1967-1968, 1973-1974

##### Competizioni internazionali
- Coppa delle Coppe: 1

Slovan Bratislava: 1968-1969
- Coppa Piano Karl Rappan: 6

Slovan Bratislava: 1968, 1970, 1972, 1973, 1974, 1977

#### Individuale
- Capocannoniere del campionato cecoslovacco: 1

1971-1972 (19 gol)